# Sandve
Sandve är en tätort i Karmøy kommun i Rogaland fylke i sydvästra Norge. Orten ligger vid fylkesväg 547 på den västra sidan av ön Karmøy.
Orten har tidigare tillhört dåvarande Skudenes kommun.